# Jeffrey Reiner
Jeffrey Reiner (...) è un regista, montatore e produttore cinematografico statunitense.

## Filmografia

### Regista

#### Cinema
- Polvere e sangue (Blood and Concrete) (1991)
- Inside Out - Ai confini del piacere (Inside Out) (1991)

- Harry e Kit (Trouble Bound) (1993)
- Serpent's Lair (1995)
- Small Time (1996)

#### Televisione
- Power Rangers (Mighty Morphin Power Rangers) – serie TV, 4 episodi (1993)

- Marshal (The Marshal) – serie TV, episodio 2x08 (1995)
- Sentinel (The Sentinel) – serie TV, episodio 1x10 (1996)
- Prendimi... se ci riesci! (Catch Me If You Can) – film TV (1998)
- La cantina degli orrori (The Darklings) – film TV (1999)
- Amore senza tempo (Evolution's Child) – film TV (1999)
- The Huntress – serie TV, episodi 1x0-1x01 (2000)
- Personally Yours – film TV (2000)
- Level 9 – serie TV, episodio 1x07 (2000)
- Another Day – film TV (2001)
- The Real World Movie: The Lost Season – special TV (2002)
- Fantasmi (Haunted) – serie TV, episodio 1x02 (2002)
- Colombo (Columbo) – serie TV, episodio 10x14 (2003)
- Dragnet – serie TV, episodio 2x08 (2004)
- La rivincita di una moglie (Caught in the Act) – film TV (2004)
- The Division – serie TV, 9 episodi (2001-2004)
- Hawaii – serie TV, episodio 1x03 (2004)
- Medical Investigation – serie TV, episodio 1x14 (2005)
- Surface - Mistero dagli abissi (Surface) – serie TV, episodi 1x02-1x10-1x15 (2005-2006)
- Conviction – serie TV, episodio 1x07 (2006)
- Friday Night Lights – serie TV, 18 episodi (2006-2009)
- Caprica – serie TV, episodio 1x01 (2009)
- Trauma – serie TV, 5 episodi (2009-2010)
- The Event – serie TV, 6 episodi (2010-2011)
- Wonder Woman – film TV (2011)
- Awake – serie TV, episodi 1x02-1x03-1x08 (2012)
- County – film TV (2012)
- Do No Harm – serie TV, episodi 1x02-1x03-1x08 (2013)
- Homeland - Caccia alla spia (Homeland) – serie TV, episodio 3x09 (2013)
- The Sixth Gun – film TV (2013)
- Helix – serie TV, episodio 1x01 (2014)
- Salvation – film TV (2014)
- L'esercito delle 12 scimmie (12 Monkeys) – serie TV, episodio 1x01 (2015)
- Fargo – serie TV, episodi 2x05-2x06 (2015)
- Roadies – serie TV, episodio 1x04 (2016)
- The Affair - Una relazione pericolosa (The Affair) – serie TV, 16 episodi (2014-2017)
- Philip K. Dick's Electric Dreams – serie TV, episodio 1x05 (2017)
- Shameless – serie TV, episodio 8x09 (2018)
- Dirty John – serie TV, 8 episodi (2018-2019)
- High Fidelity – serie TV, 7 episodi (2020)
- Away – serie TV, episodi 1x02-1x03 (2020)